# Коноплёв, Борис Николаевич
Бори́с Никола́евич Коноплёв (11 августа 1909, Вологда — 13 октября 1982) — советский киноинженер. Заслуженный деятель науки и техники РСФСР (1965), лауреат Сталинской премии третьей степени (1950).

## Биография
Родился в Вологде в семье служащего, в десятилетнем возрасте вместе с родителями переехал в Москву.
Со школы увлекался радио, был зарегистрирован как радиолюбитель и имел собственные позывные. По окончании школы в 1926 году работал по найму техником-практикантом, радиотехником, посещал шестимесячные курсы МГСПС. Затем до 1928 года обучался на двухлетних курсах общего машиностроения, поступил на 2 курс в физико-математическую школу при Государственном электромашиностроительном институте, которую окончил в 1929 году. С того же года работал в лаборатории П. Г. Тагера, занимавшейся звуковым кино. С 1930 года в крупнейших кинотеатрах Москвы и Ленинграда отлаживал звуковую проекцию по системе Тагера. 
С 1930 года учился на вечернем отделении радиофакультета в Московском электротехническом институте связи, окончил его с отличием в 1935 году. 
С 1932 года работал инженером на киностуди «Межрабпомфильм», затем начальником звукоцеха. Позже, после реорганизации студии в «Союздетфильм» (в 1936 году), стал её главным инженером. Участвовал в разработке и внедрении звукового кино в СССР, автор ряда изобретений в области звукозаписи.
С началом войны записался добровольцем в народное ополчение, но почти сразу же был отозван для выполнения спецзаказов Государственного комитета обороны. C конца 1941 года отлаживал производство эвакуированной студии «Союздетфильм» в Сталинабаде. В начале 1943 года назначен главным инженером Свердловской киностудии, руководил её проектированием и строительством.
С конца 1943 года вновь в Москве по восстановлению кинопроизводства на «Мосфильме» и «Союздетфильме». В 1947 году назначен главным инженером — заместителем генерального директора «Мосфильма», занимал эту должность до апреля 1949 года. В 1949—1953 годах — начальник технического управления Министерства кинематографии СССР, в чьей компетенции был огромный комплекс работ, научных, технологических и производственных экспериментов.

По существу, он определял всю техническую политику в кино, став инициатором разработки и осуществления стратегической линии развития кинотехники. В кино пришёл цвет, что потребовало решать множество проблем, начиная от производства цветных плёнок, выработки рекомендаций по подготовке и проведению всех видов съёмок, до создания мощностей для её обработки и тиражирования цветных копий.
— Дмитрий Масуренков, «Современные проблемы кинобизнеса» 2012
После реорганизации Министерства в 1953 году по собственному желанию вернулся на «Мосфильм», что совпало с решением Правительства СССР о строительстве второй очереди киностудии, так называемого «Большого Мосфильма». Проработал на киностудии до 1982 года.
В период с 1951 по 1957 год был главным редактором журнала «Киномеханик». 
Преподавал во ВГИКе с 1937 по 1941 год, также с 1963 по 1982 год. Профессор с 1970 года, заведовал кафедрой экономики и организации производства на экономическом факультете. 
В 1960—1964 годах читал лекции по «Организации кинопроизводства» на Высших курсах сценаристов и режиссёров.
У него было немало званий, но, наверно, точнее всего его можно назвать «главным инженером советского кино»
Рационализаторские предложения Коноплёва в области кинотехники внедрены на разных киностудиях. Он является автором учебников для киновузов, статей по кинотехнике, его труды сыграли большую роль в усовершенствовании технологии производства фильмов в СССР. Участвовал в научно-исследовательских работах: «Стереофоническая запись звука» (1935—1946), «Широкоэкранное кино» (1955—1956), «Широкоформатное кино» (1956—1962), «Универсальный формат кадра» (1974—1976).
Член ВКП(б) с 1945 года, вице-президент УНИАТЕК в 1957—1982 годах. Являлся членом технического совета Госкино СССР и научно-технического совета Государственного комитета СССР по стандартам, членом правления Союза кинематографистов СССР, избирался членом Центрального комитета профсоюза работников культуры СССР. 
Умер 13 октября 1982 года. Похоронен в Москве на Ваганьковском кладбище.

### Семья
Был дважды женат, с будущей второй супругой Анной Алексеевной (Анна была дочерью Э. И. Шуб) познакомился в 1936 году. Сын — Александр Борисович Коноплёв (1943—2021), художник-график.
Младший брат Б. Н. Коноплёва, фоторепортёр, публиковавшийся в «Огоньке» и «Вечерней Москве», фронтовик, погиб на 1-м Украинском фронте во Львове.

## Награды и премии
- знак 15 лет Советскому кино (1935)[15];
- значок «Отличнику кинематографии» (1938)[15];
- два ордена «Знак Почёта» (23 мая 1940[16]; 1971[15]);
- знак 20 лет Советскому кино (1940)[15];
- медаль «В память 800-летия Москвы» (1947)[15];
- два ордена Трудового Красного Знамени (15 сентября 1948 — за достигнутые успехи в деле развития и усовершенствования цветной кинематографии[17]; 12 апреля 1974[15]);
- Сталинская премия третьей степени (1950) — за участие в разработке нового технологического процесса звукозаписи[15];
- Бронзовая медаль имени А. С. Попова (АН СССР; 1959)[15];
- заслуженный деятель науки и техники РСФСР (1965)[15];
- знак Министерства культуры СССР «За отличную работу» (1957)[15];
- «Большая серебряная медаль ВДНХ» (31 января 1961) — за руководство научно-исследовательскими работами, за авторство первых работ по стереофонической записи звука в СССР, за участие в разработках по стреофонической записи звука[18];
- почётная грамота Верховного Совета Чечено-Ингушской АССР (1962)[15];
- «Серебряная медаль ВДНХ» (6 июня 1963) — за создание советской системы широкоформатного кино и участие в разработке технологии производства широкоформатных фильмов[19];
- нагрудный значок «Отличник кинематографии СССР» (1967)[15];
- почётная грамота Верховного Совета РСФСР (1969)[15];
- почётная грамота ЦК ВЛКСМ (1969)[15];
- медаль «В ознаменование 100-летия со дня рождения Владимира Ильича Ленина» (1970)[15];
- почётная грамота Мосгорисполкома (1974)[15];
- медаль «Тридцать лет Победы в Великой Отечественной войне 1941—1945 гг.» (1975)[15];
- орден «За заслуги в кинематографии» (Франция; 1976)[20];
- почётная грамота и медаль «Интеркамера-1977» (ЧССР; 1977)[20];
- орден Дружбы народов (19 февраля 1980)[21];
- медаль «За доблестный труд в Великой Отечественной войне 1941—1945 гг.»[15];
- медали СССР.

## Комментарии
1. ↑  Для оснащения Свердловской киностудии вывозил по «Дороге жизни» из блокадного Ленинграда оборудование киностудии «Ленфильм»[5][7].